# Saud Kariri
Saud Kariri, né le 8 juillet 1980 à Riyad, est un footballeur international saoudien. Il joue au poste de milieu de terrain avec l'équipe d'Arabie saoudite et le club d'Al-Shabab Riyad. 

## Biographie

### En club
Il joue une soixantaine de matchs en Ligue des champions d'Asie. Il remporte par deux fois cette compétition avec le club d'Al Ittihad, en 2004 et 2005.
Il participe avec Al Ittihad à la Coupe du monde des clubs en 2005.

### En équipe nationale
Saud Kariri reçoit 123 sélections en équipe d'Arabie saoudite entre 2001 et 2015, inscrivant sept buts.
Il participe avec l'équipe d'Arabie saoudite à quatre Coupes d'Asie des nations, en 2004, 2007, 2011 et 2015. Il atteint la finale de la Coupe d'Asie des nations en 2007, en étant battu par l'Irak.
Il dispute également les éliminatoires du mondial 2006, les éliminatoires du mondial 2010, et les éliminatoires du mondial 2014. Il inscrit un but lors de ces éliminatoires. Il participe à la Coupe du monde 2006 organisée en Allemagne. Il joue trois matchs lors de ce mondial, contre la Tunisie, l'Ukraine et l'Espagne.

## Palmarès

### En équipe nationale
- Finaliste de la Coupe d'Asie des nations en 2007

### En club

#### Avec Al Qadisiya
- Champion d'Arabie saoudite de D2 en 2002

#### Avec Al Ittihad
- Vainqueur de la Ligue des champions de l'AFC en 2004 et 2005
- Finaliste de la Ligue des champions de l'AFC en 2009
- Vainqueur de la Ligue des champions arabes en 2005
- Champion d'Arabie saoudite en 2007 et 2009
- Vice-champion d'Arabie saoudite en 2004, 2008, 2010 et 2011
- Vainqueur de la Coupe d'Arabie saoudite en 2004
- Finaliste de la Coupe d'Arabie saoudite en 2007
- Vainqueur de la Coupe du Roi des champions d'Arabie saoudite en 2010 et 2013
- Finaliste de la Coupe du Roi des champions d'Arabie saoudite en 2008, 2009 et 2011
- Finaliste de la Coupe de la Fédération d'Arabie saoudite en 2007
- Finaliste de la Supercoupe d'Arabie saoudite en 2013

#### Avec Al Hilal
- Finaliste de la Ligue des champions de l'AFC en 2014
- Champion d'Arabie Saoudite en 2017
- Vice-champion d'Arabie Saoudite en 2014 et 2016
- Vainqueur de la Coupe d'Arabie saoudite en 2016
- Finaliste de la Coupe d'Arabie saoudite en 2014 et 2015
- Vainqueur de la Coupe du Roi des champions d'Arabie saoudite en 2015